# Tellerventil

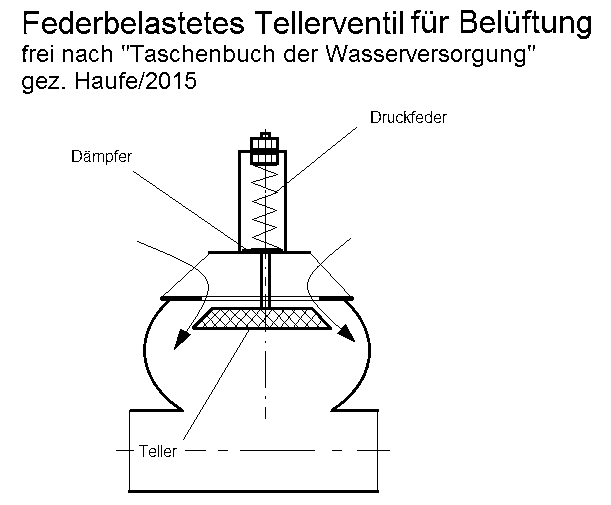
Prinzipskizze eines Tellerventils für die Belüftung von Leitungen

Ein Tellerventil ist eine Regelarmatur und wird vorzugsweise für die selbsttätige Be- und Entlüftung von Flüssigkeitsleitungen verwendet. Verwendet werden können die Tellerventile für Zuluft-, Abluft- und auch als Brandschutzventile. In der Regel bestehen die Gehäuse der Tellerventile aus Kunststoff oder Edelstahl. Die tellerförmige Dichtung besteht hingegen aus Schaumstoff. Die gefertigten Tellerventile werden zur einfacheren Montage in einem Rahmen mitgeliefert, wo es nach der Montage fixiert wird.

## Funktionsweise
Die Tellerventile sind bei normalem Rohrleitungsdruck geschlossen, dabei wird der Dichtteller auf den Ventilsitz gedrückt. Sinkt dagegen der Druck in der abzusichernden Leitung, wird die Tellerdichtung durch die Feder vom Ventilsitz abgehoben, und es kann gefilterte Luft in das Leitungssystem zum Druckausgleich eingelassen werden. Tellerventile müssen in ausreichend großen Schächten untergebracht sein. Als Faustformel wird genannt, dass der Belüftungsschacht das Doppelte des Entlüftungsquerschnittes der Armatur betragen muss. Auch muss ein ausreichender Frost- und Wärmeschutz nach den Angaben des Herstellers realisiert sein.

## Anwendung
Ein großer Einsatzbereich für Tellerventile ist die Gaswechselsteuerung von Verbrennungsmotoren.